# Zink-zinkoxidecyclus
De zink-zinkoxidecyclus of Zn-ZnO-cyclus is een thermochemisch tweestapsproces op basis van zink en zinkoxide voor de productie van waterstofgas. Het proces bezit een typische efficiëntie van 40%. Het voordeel van de zinkgebaseerde cyclus voor waterstofproductie is de scheiding van H2 en O2 in twee stappen, die gasscheiding bij hoge temperatuur overbodig maakt.

## Proces
Het thermochemische tweestappenproces voor de ontleding van water maakt gebruik van de redoxreactie:
- Dissociatie van zinkoxide:

{\displaystyle {\ce {2ZnO -> 2Zn + O2}}}
- Hydrolyse van zink:

{\displaystyle {\ce {Zn + H2O -> ZnO + H2}}}
Voor de eerste endotherme stap wordt geconcentreerde zonne-energie gebruikt voor thermolyse bij 1900°C, waarin zinkoxide wordt ontleed in zink en zuurstofgas.
In de tweede exotherme stap reageert zink in een vastbedreactor met water en produceert waterstof en zinkoxide, dat opnieuw in de eerste stap kan gebruikt worden.